# PGL Major Copenhagen 2024
PGL Major Copenhagen 2024 byl turnaj ve hře Counter-Strike 2. Jednalo se o 20. turnaj nejvyšší kategorie Major a zároveň o první takový turnaj ve hře Counter-Strike 2. Turnaj se konal v Kodani a trval od 17. března do 31. března 2024.

## Pozadí
Counter-Strike 2 (CS2) je multiplayerová střílečka z pohledu první osoby vyvinutá společností Valve Corporation. Jedná se o pátou hru ze série Counter-Strike.
Tato událost je prvním Major turnajem ve hře Counter-Strike 2.
Obhájci titulu Major jsou Team Vitality, kteří získali svůj první titul Major na Blast Paris Major 2023.
Den před začátkem Majoru byl kvůli problémům s vízy tým 9Pandas nahrazen v Opening Stage týmem GamerLegion.

## Formát

### Opening Stage
- Termín: 17. března – 20. března
- Celkem šestnáct týmů v tabulce švýcarského systému, osm týmů postoupí do Elimination Stage
- Eliminace a kvalifikace budou BO3, všechny ostatní zápasy budou BO1

### Elimination Stage
- Termín: 21. března – 24. března
- Celkem šestnáct týmů v tabulce švýcarského systému, osm týmů postoupí do Playoff Stage
- Eliminace a kvalifikace budou BO3, všechny ostatní zápasy budou BO1

### Playoff Stage
- Termín: 28. března – 31. března
- Osm týmů v jedné vyřazovací skupině se umístí podle jejich umístění v předchozím kole
- Všechny zápasy budou BO3

### Mapy
- Anubis
- Mirage
- Inferno
- Nuke
- Ancient
- Overpass
- Vertigo

| Elimination Stage (přímá kvalifikace z RMR)      | Elimination Stage (přímá kvalifikace z RMR) | Elimination Stage (přímá kvalifikace z RMR) | Elimination Stage (přímá kvalifikace z RMR) |
| Virtus.pro                                       | G2 Esports                                  | Team Spirit                                 | MOUZ                                        |
| ------------------------------------------------ | ------------------------------------------- | ------------------------------------------- | ------------------------------------------- |
| Dzhami „Jame“ Ali                                | Nemanja „huNter-„ Kovač                     | Leonid „chopper“ Vishnyakov                 | Ádám „torzsi“ Torzsás                       |
| Evgeniy „FL1T“ Lebedev                           | Nikola „NiKo“ Kovač                         | Boris „magixx“ Vorobyev                     | Dorian „xertioN“ Berman                     |
| Petr „fame“ Bolyshev                             | Ilya „m0NESY“ Osipov                        | Myroslav „zont1x“ Plakhotja                 | Kamil „siuhy“ Szkaradek                     |
| David „n0rb3r7“ Daniyelyan                       | Rasmus „HooXi“ Nielsen                      | Danil „donk“ Kryshkovets                    | Jimi „Jimpphat“ Salo                        |
| Nikolay „mir“ Bityukov                           | Nemanja „nexa“ Isaković                     | Dmitriy „sh1ro“ Sokolov                     | Ludvig „Brollan“ Brolin                     |
| FaZe Clan                                        | Natus Vincere                               | Team Vitality                               | Complexity                                  |
| Håvard „rain“ Nygaard                            | Valerij „b1t“ Vakhovsjkyj                   | Dan „apEX“ Madesclaire                      | Johnny „JT“ Theodosiou                      |
| Helvijs „broky“ Saukants                         | Aleksi „Aleksib“ Virolainen                 | Mathieu „ZywOo“ Herbaut                     | Ricky „floppy“ Kemery                       |
| Finn „karrigan“ Andersen                         | Justinas „jL“ Lekavicius                    | Lotan „Spinx“ Giladi                        | Michael „Grim“ Wince                        |
| Robin „ropz“ Kool                                | Ivan „iM“ Mihai                             | Shahar „flameZ“ Shushan                     | Håkon „hallzerk“ Fjærli                     |
| David „frozen“ Čerňanský                         | Ihor „w0nderful“ Zhdanov                    | William „mezii“ Merriman                    | Jonathan „EliGE“ Jablonowski                |
| Opening Stage (kvalifikace do Elimination Stage) |                                             |                                             |                                             |
| Heroic                                           | Eternal Fire                                | SAW                                         | Cloud9                                      |
| René „TeSeS“ Madsen                              | İsmailcan „XANTARES“ Dörtkardeş             | Christopher „MUTiRiS“ Fernandes             | Sergey „Ax1Le“ Rykhtorov                    |
| Rasmus „sjuush“ Beck                             | Buğra „Calyx“ Arkın                         | Ricardo „rmn“ Oliveira                      | Abay „HObbit“ Khassenov                     |
| Guy „NertZ“ Iluz                                 | Engin „MAJ3R“ Küpeli                        | Michel „ewjerkz“ Magalhães                  | Denis „electroNic“ Sharipov                 |
| Nico „nicoodoz“ Tamjidi                          | Ali „Wicadia“ Haydar Yalçın                 | João „story“ Vieira                         | Ilya „Perfecto“ Zalutskiy                   |
| Damjan „kyxsan“ Stoilkovski                      | Özgür „woxic“ Eker                          | Rafael „arrozdoce“ Wing                     | Kirill „Boombl4“ Mikhaylov                  |
| Apeks                                            | ENCE                                        | GamerLegion                                 | FURIA                                       |
| Tim „nawwk“ Jonasson                             | Paweł „dycha“ Dycha                         | Isak „isak“ Fahlén                          | Yuri „yuurih“ Boian                         |
| Joakim „jkaem“ Myrbostad                         | Lukas „gla1ve“ Rossander                    | Frederik „acoR“ Gyldstrand                  | Andrei „arT“ Piovezan                       |
| Martin „STYKO“ Styk                              | Krzysztof „Goofy“ Górski                    | Nicolas „Keoz“ Dgus                         | Kaike „KSCERATO“ Cerato                     |
| Aleksandar „CacaNito“ Kjulukoski                 | Kacper „Kylar“ Walukiewicz                  | Sebastian „volt“ Maloș                      | Gabriel „FalleN“ Toledo                     |
| Ådne „sense“ Fredriksen                          | Aleksander „hades“ Miskiewicz               | Janusz „Snax“ Pogorzelski                   | Marcelo „chelo“ Cespedes                    |
| AMKAL Esports                                    | KOI                                         | ECSTATIC                                    | TheMongolz                                  |
| Aleksandr „TRAVIS“ Timkiv                        | Alejandro „mopoz“ Fernández                 | Tobias „kraghen“ Kragh Jensen               | Garidmagnai „bLitz“ Byambasuren             |
| Igor „Forester“ Bezotecheskiy                    | David „dav1g“ Granado                       | Jonas „Queenix“ Dideriksen                  | Sodbayar „Techno4K“ Munkhbold               |
| Aleksey „NickelBack“ Trofimov                    | Tiago „JUST“ Moura                          | Jason „salazar“ Salazar                     | Usukhbayar „910“ Banzragch                  |
| Vladislav „Krad“ Kravchenko                      | Adam „adamS“ Marian                         | Magnus „Nodios“ Olsen                       | Ayush „mzinho“ Batbold                      |
| Kaisar „ICY“ Faiznurov                           | Renato „stadodo“ Gonçalves                  | Patrick „Patti“ Larsen                      | Azbayar „Senzu“ Munkhbold                   |
| Lynn Vision                                      | paiN Gaming                                 | Legacy                                      | Imperial                                    |
| Niu „westmelon“ Zhe                              | Rodrigo „biguzera“ Bittencourt              | Marcelo „coldzera“ David                    | Vinicius „VINI“ Figueiredo                  |
| Zhang „z4kr“ Sike                                | Lucas „lux“ Meneghini                       | Bruno „latto“ Rebelatto                     | Henrique „HEN1“ Teles                       |
| Ye „Starry“ Lizhi                                | Kaue „kauez“ Kaschuk                        | Eduardo „dumau“ Wolkmer                     | João „felps“ Vasconcellos                   |
| Tang „EmiliaQAQ“ Junjie                          | Lucas „nqz“ Soares                          | Gabriel „NEKIZ“ Schenato                    | Kaiky „noway“ Santos                        |
| Ji „Jee“ Dongkai                                 | Vinicius „n1ssim“ Pereira                   | Bruno „b4rtiN“ Câmara                       | Lucas „decenty“ Bacelar                     |

## Opening Stage
| #  | Tým           | V | P | Kvalifikace                      |
| -- | ------------- | - | - | -------------------------------- |
| 1  | Heroic        | 3 | 0 | Kvalifikace do Elimination Stage |
| 2  | Cloud9        | 3 | 0 | Kvalifikace do Elimination Stage |
| 3  | Eternal Fire  | 3 | 1 | Kvalifikace do Elimination Stage |
| 4  | ECSTATIC      | 3 | 1 | Kvalifikace do Elimination Stage |
| 5  | paiN Gaming   | 3 | 1 | Kvalifikace do Elimination Stage |
| 6  | Imperial      | 3 | 2 | Kvalifikace do Elimination Stage |
| 7  | TheMongolz    | 3 | 2 | Kvalifikace do Elimination Stage |
| 8  | FURIA         | 3 | 2 | Kvalifikace do Elimination Stage |
| 9  | SAW           | 2 | 3 | Eliminace                        |
| 10 | Legacy        | 2 | 3 | Eliminace                        |
| 11 | GamerLegion   | 2 | 3 | Eliminace                        |
| 12 | Lynn Vision   | 1 | 3 | Eliminace                        |
| 13 | ENCE          | 1 | 3 | Eliminace                        |
| 14 | Apeks         | 1 | 3 | Eliminace                        |
| 15 | AMKAL Esports | 0 | 3 | Eliminace                        |
| 16 | KOI           | 0 | 3 | Eliminace                        |

Osm týmů se kvalifikovalo do Elimination Stage – ke kvalifikaci stačily tři výhry.

### Podrobnosti

#### První kolo
| Úvodní zápasy | Úvodní zápasy | Úvodní zápasy | Úvodní zápasy | Úvodní zápasy |
| Tým           | Skóre         | Mapa          | Skóre         | Tým           |
| ------------- | ------------- | ------------- | ------------- | ------------- |
| Cloud9        | 13            | Ancient       | 10            | ECSTATIC      |
| Eternal Fire  | 13            | Nuke          | 6             | TheMongolz    |
| ENCE          | 19            | Anubis        | 22            | Imperial      |
| Apeks         | 8             | Vertigo       | 13            | paiN Gaming   |
| GamerLegion   | 13            | Overpass      | 8             | AMKAL Esports |
| Heroic        | 13            | Nuke          | 5             | Lynn Vision   |
| FURIA         | 13            | Ancient       | 16            | Legacy        |
| SAW           | 13            | Nuke          | 4             | KOI           |

#### Druhé kolo
| 1:0 zápasy   | 1:0 zápasy | 1:0 zápasy | 1:0 zápasy | 1:0 zápasy  |
| Tým          | Skóre      | Mapa       | Skóre      | Tým         |
| ------------ | ---------- | ---------- | ---------- | ----------- |
| Eternal Fire | 13         | Anubis     | 2          | paiN Gaming |
| Heroic       | 16         | Mirage     | 14         | Imperial    |
| Cloud9       | 13         | Overpass   | 10         | Legacy      |
| GamerLegion  | 9          | Vertigo    | 13         | SAW         |

| 0:1 zápasy | 0:1 zápasy | 0:1 zápasy | 0:1 zápasy | 0:1 zápasy    |
| Tým        | Skóre      | Mapa       | Skóre      | Tým           |
| ---------- | ---------- | ---------- | ---------- | ------------- |
| ECSTATIC   | 13         | Nuke       | 10         | TheMongolz    |
| Apeks      | 16         | Overpass   | 13         | AMKAL Esports |
| ENCE       | 16         | Nuke       | 12         | KOI           |
| FURIA      | 9          | Nuke       | 13         | Lynn Vision   |

#### Třetí kolo
| 2:0 zápasy | 2:0 zápasy | 2:0 zápasy                             | 2:0 zápasy | 2:0 zápasy   |
| Tým        | Skóre      | Mapy                                   | Skóre      | Tým          |
| ---------- | ---------- | -------------------------------------- | ---------- | ------------ |
| Heroic     | 2          | Vertigo (16:14) Mirage (13:7) Overpass | 0          | Eternal Fire |
| Cloud9     | 2          | Nuke (19:17) Anubis (13:9) Ancient     | 0          | SAW          |

| 1:1 zápasy  | 1:1 zápasy | 1:1 zápasy | 1:1 zápasy | 1:1 zápasy  |
| Tým         | Skóre      | Mapa       | Skóre      | Tým         |
| ----------- | ---------- | ---------- | ---------- | ----------- |
| Imperial    | 13         | Overpass   | 7          | Apeks       |
| paiN Gaming | 13         | Nuke       | 3          | ENCE        |
| GamerLegion | 13         | Vertigo    | 4          | Legacy      |
| ECSTATIC    | 13         | Overpass   | 8          | Lynn Vision |

| 0:2 zápasy | 0:2 zápasy | 0:2 zápasy                               | 0:2 zápasy | 0:2 zápasy    |
| Tým        | Skóre      | Mapy                                     | Skóre      | Tým           |
| ---------- | ---------- | ---------------------------------------- | ---------- | ------------- |
| TheMongolz | 2          | Nuke (13:2) Mirage (8:13) Inferno(13:10) | 1          | AMKAL Esports |
| KOI        | 0          | Overpass (6:13) Vertigo (9:13) Nuke      | 2          | FURIA         |

#### Čtvrté kolo
| 2:1 zápasy   | 2:1 zápasy | 2:1 zápasy                                     | 2:1 zápasy | 2:1 zápasy  |
| Tým          | Skóre      | Mapy                                           | Skóre      | Tým         |
| ------------ | ---------- | ---------------------------------------------- | ---------- | ----------- |
| Eternal Fire | 2          | Overpass (4:13) Inferno (13:2) Vertigo (13:11) | 1          | GamerLegion |
| SAW          | 0          | Vertigo (10:13) Nuke (7:13) Overpass           | 2          | paiN Gaming |
| ECSTATIC     | 2          | Anubis (13:4) Inferno (10:13) Vertigo (13:9)   | 1          | Imperial    |

| 1:2 zápasy  | 1:2 zápasy | 1:2 zápasy                           | 1:2 zápasy | 1:2 zápasy |
| Tým         | Skóre      | Mapy                                 | Skóre      | Tým        |
| ----------- | ---------- | ------------------------------------ | ---------- | ---------- |
| Lynn Vision | 0          | Ancient (8:13) Anubis (6:13) Nuke    | 2          | TheMongolz |
| Legacy      | 2          | Ancient (13:7) Inferno (13:7) Anubis | 0          | Apeks      |
| ENCE        | 0          | Mirage (8:13) Ancient (9:13) Vertigo | 2          | FURIA      |

#### Páté kolo
| 2:2 zápasy | 2:2 zápasy | 2:2 zápasy                                 | 2:2 zápasy | 2:2 zápasy  |
| Tým        | Skóre      | Mapy                                       | Skóre      | Tým         |
| ---------- | ---------- | ------------------------------------------ | ---------- | ----------- |
| Legacy     | 0          | Ancient (9:13) Anubis (6:13) Inferno       | 2          | TheMongolz  |
| Imperial   | 2          | Overpass (12:16) Mirage (13:6) Nuke (13:5) | 1          | GamerLegion |
| SAW        | 0          | Vertigo (7:13) Ancient (7:13) Overpass     | 2          | FURIA       |

## Elimination Stage
| #  | Tým           | V | P | Kvalifikace             |
| -- | ------------- | - | - | ----------------------- |
| 1  | Team Spirit   | 3 | 0 | Kvalifikace do play-off |
| 2  | MOUZ          | 3 | 0 | Kvalifikace do play-off |
| 3  | Eternal Fire  | 3 | 1 | Kvalifikace do play-off |
| 4  | Cloud9        | 3 | 1 | Kvalifikace do play-off |
| 5  | Team Vitality | 3 | 1 | Kvalifikace do play-off |
| 6  | Natus Vincere | 3 | 2 | Kvalifikace do play-off |
| 7  | G2 Esports    | 3 | 2 | Kvalifikace do play-off |
| 8  | FaZe Clan     | 3 | 2 | Kvalifikace do play-off |
| 9  | Complexity    | 2 | 3 | Eliminace               |
| 10 | Virtus.pro    | 2 | 3 | Eliminace               |
| 11 | paiN Gaming   | 2 | 3 | Eliminace               |
| 12 | Imperial      | 1 | 3 | Eliminace               |
| 13 | ECSTATIC      | 1 | 3 | Eliminace               |
| 14 | Heroic        | 1 | 3 | Eliminace               |
| 15 | TheMongolz    | 0 | 3 | Eliminace               |
| 16 | FURIA         | 0 | 3 | Eliminace               |

Osm týmů se kvalifikovalo do Playoff Stage – ke kvalifikaci stačily tři výhry.

### Podrobnosti

#### První kolo
| Úvodní zápasy | Úvodní zápasy | Úvodní zápasy | Úvodní zápasy | Úvodní zápasy |
| Tým           | Skóre         | Mapa          | Skóre         | Tým           |
| ------------- | ------------- | ------------- | ------------- | ------------- |
| MOUZ          | 13            | Overpass      | 11            | ECSTATIC      |
| Natus Vincere | 13            | Mirage        | 10            | TheMongolz    |
| Team Vitality | 10            | Inferno       | 13            | Eternal Fire  |
| Virtus.pro    | 6             | Inferno       | 13            | Imperial      |
| FaZe Clan     | 10            | Ancient       | 13            | Heroic        |
| Complexity    | 13            | Vertigo       | 9             | paiN Gaming   |
| Team Spirit   | 13            | Ancient       | 7             | Cloud9        |
| G2 Esports    | 13            | Inferno       | 3             | FURIA         |

#### Druhé kolo
| 1:0 zápasy    | 1:0 zápasy | 1:0 zápasy | 1:0 zápasy | 1:0 zápasy   |
| Tým           | Skóre      | Mapa       | Skóre      | Tým          |
| ------------- | ---------- | ---------- | ---------- | ------------ |
| MOUZ          | 13         | Vertigo    | 11         | Eternal Fire |
| Complexity    | 19         | Vertigo    | 17         | Heroic       |
| Natus Vincere | 13         | Nuke       | 11         | G2 Esports   |
| Team Spirit   | 13         | Mirage     | 2          | Imperial     |

| 0:1 zápasy    | 0:1 zápasy | 0:1 zápasy | 0:1 zápasy | 0:1 zápasy  |
| Tým           | Skóre      | Mapa       | Skóre      | Tým         |
| ------------- | ---------- | ---------- | ---------- | ----------- |
| Team Vitality | 13         | Nuke       | 9          | TheMongolz  |
| Virtus.pro    | 13         | Inferno    | 9          | paiN Gaming |
| Cloud9        | 13         | Overpass   | 3          | ECSTATIC    |
| FaZe Clan     | 13         | Ancient    | 7          | FURIA       |

#### Třetí kolo
| 2:0 zápasy  | 2:0 zápasy | 2:0 zápasy                                | 2:0 zápasy | 2:0 zápasy    |
| Tým         | Skóre      | Mapy                                      | Skóre      | Tým           |
| ----------- | ---------- | ----------------------------------------- | ---------- | ------------- |
| MOUZ        | 2          | Overpass (13:1) Ancient (13:2) Vertigo    | 0          | Complexity    |
| Team Spirit | 2          | Nuke (13:16) Ancient (13:7) Mirage (13:9) | 1          | Natus Vincere |

| 1:1 zápasy   | 1:1 zápasy | 1:1 zápasy | 1:1 zápasy | 1:1 zápasy    |
| Tým          | Skóre      | Mapa       | Skóre      | Tým           |
| ------------ | ---------- | ---------- | ---------- | ------------- |
| G2 Esports   | 9          | Anubis     | 13         | Cloud9        |
| Heroic       | 6          | Ancient    | 13         | Virtus.pro    |
| Eternal Fire | 13         | Overpass   | 1          | FaZe Clan     |
| Imperial     | 9          | Overpass   | 13         | Team Vitality |

| 0:2 zápasy  | 0:2 zápasy | 0:2 zápasy                                     | 0:2 zápasy | 0:2 zápasy |
| Tým         | Skóre      | Mapy                                           | Skóre      | Tým        |
| ----------- | ---------- | ---------------------------------------------- | ---------- | ---------- |
| paiN Gaming | 2          | Mirage (9:13) Nuke (13:10) Inferno (22:19)     | 1          | TheMongolz |
| ECSTATIC    | 2          | Overpass (13:7) Inferno (14:16) Ancient (13:7) | 1          | FURIA      |

#### Čtvrté kolo
| 2:1 zápasy   | 2:1 zápasy | 2:1 zápasy                                    | 2:1 zápasy | 2:1 zápasy    |
| Tým          | Skóre      | Mapy                                          | Skóre      | Tým           |
| ------------ | ---------- | --------------------------------------------- | ---------- | ------------- |
| Eternal Fire | 2          | Overpass (6:13) Vertigo (13:6) Inferno (13:7) | 1          | Virtus.pro    |
| Complexity   | 1          | Inferno (16:19) Vertigo (13:7) Anubis (10:13) | 2          | Team Vitality |
| Cloud9       | 2          | Mirage (14:16) Ancient (13:6) Overpass (13:2) | 1          | Natus Vincere |

| 1:2 zápasy | 1:2 zápasy | 1:2 zápasy                                   | 1:2 zápasy | 1:2 zápasy  |
| Tým        | Skóre      | Mapy                                         | Skóre      | Tým         |
| ---------- | ---------- | -------------------------------------------- | ---------- | ----------- |
| Imperial   | 1          | Nuke (8:13) Anubis (13:8) Mirage (8:13)      | 2          | FaZe Clan   |
| ECSTATIC   | 1          | Inferno (7:13) Vertigo (13:11) Anubis (8:13) | 2          | G2 Esports  |
| Heroic     | 0          | Nuke (6:13) Mirage (9:13) Overpass           | 2          | paiN Gaming |

#### Páté kolo
| 2:2 zápasy    | 2:2 zápasy | 2:2 zápasy                                     | 2:2 zápasy | 2:2 zápasy  |
| Tým           | Skóre      | Mapy                                           | Skóre      | Tým         |
| ------------- | ---------- | ---------------------------------------------- | ---------- | ----------- |
| Complexity    | 0          | Nuke (6:13) Overpass (6:13) Ancient            | 2          | FaZe Clan   |
| Virtus.pro    | 1          | Overpass (16:14) Inferno (11:13) Anubis (6:13) | 2          | G2 Esports  |
| Natus Vincere | 2          | Nuke (13:10) Mirage (13:9) Inferno             | 0          | paiN Gaming |

## Play-off (Playoff Stage)
|  | Čtvrtfinále | Čtvrtfinále   | Čtvrtfinále   | Čtvrtfinále | Čtvrtfinále |    |              | Semifinále    | Semifinále | Semifinále | Semifinále | Semifinále |   |           | Finále | Finále | Finále | Finále | Finále |
|  |             |               |               |             |             |    |              |               |            |            |            |            |   |           |        |        |        |        |        |
|  | 4           | Cloud9        | 8             | 2           | -           |    |              |               |            |            |            |            |   |           |        |        |        |        |        |
|  | 5           | Team Vitality | 13            | 13          | -           |    |              |               |            |            |            |            |   |           |        |        |        |        |        |
|  | 5           | Team Vitality | 13            | 13          | -           |    | 5            | Team Vitality | 7          | 13         | 8          |            |   |           |        |        |        |        |        |
|  |             |               |               |             |             |    | 5            | Team Vitality | 7          | 13         | 8          |            |   |           |        |        |        |        |        |
|  |             | 8             | FaZe Clan     | 13          | 5           | 13 |              |               |            |            |            |            |   |           |        |        |        |        |        |
|  | 1           | 8             | FaZe Clan     | 13          | 5           | 13 | Team Spirit  | 7             | 19         | 14         |            |            |   |           |        |        |        |        |        |
|  | 1           |               |               |             |             |    | Team Spirit  | 7             | 19         | 14         |            |            |   |           |        |        |        |        |        |
|  | 8           | FaZe Clan     | 13            | 16          | 16          |    |              |               |            |            |            |            |   |           |        |        |        |        |        |
|  | 8           | FaZe Clan     | 13            | 16          | 16          |    |              |               |            |            |            |            | 8 | FaZe Clan | 9      | 13     | 3      |        |        |
|  |             |               |               |             |             |    |              |               |            |            |            |            |   | FaZe Clan | 9      | 13     | 3      |        |        |
|  |             | 6             | Natus Vincere | 13          | 2           | 13 |              |               |            |            |            |            |   |           |        |        |        |        |        |
|  | 3           | 6             | Natus Vincere | 13          | 2           | 13 | Eternal Fire | 13            | 9          | -          |            |            |   |           |        |        |        |        |        |
|  | 3           |               |               |             |             |    | Eternal Fire | 13            | 9          | -          |            |            |   |           |        |        |        |        |        |
|  | 6           | Natus Vincere | 16            | 13          | -           |    |              |               |            |            |            |            |   |           |        |        |        |        |        |
|  | 6           | Natus Vincere | 16            | 13          | -           |    | 6            | Natus Vincere | 16         | 7          | 13         |            |   |           |        |        |        |        |        |
|  |             |               |               |             |             |    | 6            | Natus Vincere | 16         | 7          | 13         |            |   |           |        |        |        |        |        |
|  |             | 7             | G2 Esports    | 13          | 13          | 11 |              |               |            |            |            |            |   |           |        |        |        |        |        |
|  | 2           | 7             | G2 Esports    | 13          | 13          | 11 | MOUZ         | 9             | 6          | -          |            |            |   |           |        |        |        |        |        |
|  | 2           |               |               |             |             |    | MOUZ         | 9             | 6          | -          |            |            |   |           |        |        |        |        |        |
|  | 7           | G2 Esports    | 13            | 13          | -           |    |              |               |            |            |            |            |   |           |        |        |        |        |        |

## Showmatch
| ECSTATIC                      | 6                              | 13 | Danish Squad           |
| Tobias "kraghen" Kragh Jensen |                                |    | Casper "cadiaN" Møller |
| Jonas "Queenix" Dideriksen    | Markus "Kjaerbye" Kjærbye      |    |                        |
| Jason "salazar" Salazar       | Christoffer "Chr1zN" Storgaard |    |                        |
| Magnus "Nodios" Olsen         | Alexander "Altekz" Givskov     |    |                        |
| Patrick "Patti" Larsen        | Andreas "Sukker" Storgaard     |    |                        |

## Konečné pořadí
| Umístění | Prize Money | Tým           | Roster                                       | Trenér  |
| -------- | ----------- | ------------- | -------------------------------------------- | ------- |
| 1.       | 500,000$    | Natus Vincere | b1t, Aleksib, jL, iM, w0nderful              | B1ad3   |
| 2.       | 170,000$    | FaZe Clan     | rain, broky, karrigan, ropz, frozen          | NEO     |
| 3.-4.    | 80,000$     | Team Vitality | apEX, ZywOo, Spinx, flameZ, mezii            | XTQZZZ  |
| 3.-4.    | 80,000$     | G2 Esports    | huNter-, NiKo, m0NESY, HooXi, nexa           | TaZ     |
| 5.-8.    | 45,000$     | Team Spirit   | chopper. magixx, zont1x, donk, sh1ro         | hally   |
| 5.-8.    | 45,000$     | MOUZ          | torzsi, xertioN, siuhy, Jimpphat, Brollan    | sycrone |
| 5.-8.    | 45,000$     | Eternal Fire  | XANTARES, Calyx, MAJ3R, Wicadia, woxic       | Fabre   |
| 5.-8.    | 45,000$     | Cloud9        | Ax1le, HObbit, electroNic, Perfecto, Boombl4 | groove  |
| 9.-11.   | 20,000$     | Complexity    | JT, floppy, Grim, hallzerk, EliGE            | T.c     |
| 9.-11.   | 20,000$     | Virtus.pro    | Jame, FL1T, fame, n0rb3r7, mir               | dastan  |
| 9.-11.   | 20,000$     | paiN Gaming   | biguzera, lux, kauez, nqz, n1ssim            | rikz    |
| 12.-14.  | 20,000$     | Imperial      | VINI, HEN1, felps, noway, decenty            | zakk    |
| 12.-14.  | 20,000$     | ECSTATIC      | kraghen, Queenix, salazar, Nodios, Patti     | -       |
| 12.-14.  | 20,000$     | Heroic        | TeSeS, sjuush, NertZ, nicoodoz, kyxsan       | sAw     |
| 15.-16.  | 20,000$     | TheMongolz    | bLitz, Techno4K, 910, mzinho, Senzu          | maaRaa  |
| 15.-16.  | 20,000$     | FURIA         | yuurih, arT, KSCERATO, FalleN, chelo         | guerri  |
| 17.-19.  | 10,000$     | SAW           | MUTiRiS, rmn, ewjerkz, story, arrozdoce      | NABOWOW |
| 17.-19.  | 10,000$     | Legacy        | coldzera, latto, dumau, NEKIZ, b4rtin        | cky     |
| 17.-19.  | 10,000$     | GamerLegion   | isak, acoR, Keoz, volt, Snax                 | ashhh   |
| 20.-22.  | 10,000$     | Lynn Vision   | westmelon, z4kr, Starry, EmiliaQAQ, Jee      | Gum     |
| 20.-22.  | 10,000$     | ENCE          | dycha, gla1ve, Goofy, Kylar, hades           | kuben   |
| 20.-22.  | 10,000$     | Apeks         | nawwk, jkaem, STYKO, CacaNito, sense         | mithR   |
| 23.-24.  | 10,000$     | AMKAL Esports | TRAVIS, Forester, NickelBack, Krad, ICY      | svyat   |
| 23.-24.  | 10,000$     | KOI           | mopoz, dav1g, JUST, adamS, stadodo           | deLonge |